# Slowenische Männer-Handballnationalmannschaft
Die slowenische Männer-Handballnationalmannschaft repräsentiert den Handballverband Sloweniens als Auswahlmannschaft auf internationaler Ebene bei Länderspielen im Handball gegen Mannschaften anderer nationaler Verbände.

## Geschichte
Nach der Unabhängigkeit Sloweniens von der Sozialistischen Föderativen Republik Jugoslawien am 25. Juni 1991 wurde der slowenische Handballverband „Rokometna zveza Slovenije“, der bereits im Jahr 1949 gegründet worden war, im Jahr 1992 Mitglied in der Internationalen Handballföderation (IHF) und in der Europäischen Handballföderation (EHF).
Während die Auswahl an der B-Weltmeisterschaft 1992, dem Qualifikationsturnier zur Weltmeisterschaft 1993, noch nicht teilnehmen konnte, bestritt sie bei der Europameisterschaft 1994 ihre erste internationale Meisterschaft, die sie auf dem zehnten Platz bei zwölf Teilnehmern beendete. Bei der Europameisterschaft 2004 im eigenen Land unterlag die Mannschaft um Starspieler wie Vid Kavtičnik und Renato Vugrinec im Endspiel der deutschen Mannschaft mit 25:30. Nachdem die Slowenen bei der Weltmeisterschaft 2013 noch im Spiel um Bronze mit 26:31 gegen Kroatien verloren hatten, gewannen sie vier Jahre später bei der Weltmeisterschaft 2017 mit einem 31:30-Erfolg über denselben Gegner die Bronzemedaille. Bei der Europameisterschaft 2020 erreichte man erneut den vierten Rang.

## Internationale Großereignisse
Für Teilnahmen vor 1992 siehe Jugoslawische Männer-Handballnationalmannschaft.

### Olympische Spiele
- Olympische Spiele 1996: nicht qualifiziert
- Olympische Spiele 2000: 07. Platz (von 12 Mannschaften)

Kader: Beno Lapajne (8 Spiele/0 Tore), Rolando Pušnik (8/0), Gregor Cvijič (3/2), Branko Bedekovič (2/4), Jani Likavec (7/6), Aleš Pajovič (5/9), Zoran Jovičič (3/9), Andrej Kastelic (6/10), Tomaž Tomšič (5/12), Tettey Banfro (7/14), Iztok Puc (7/17), Renato Vugrinec (8/21), Zoran Lubej (8/24), Uroš Šerbec (8/27), Roman Pungartnik (8/45). Trainer: Leopold Jeras.
- Olympische Spiele 2004: 11. Platz (von 12 Mannschaften)

Kader: Beno Lapajne (6 Spiele/0 Tore), Dušan Podpečan (6/0), Zoran Jovičič (3/1), Jure Natek (3/3), Marko Oštir (6/3), Miladin Kozlina (6/4), Renato Vugrinec (5/6), Uroš Zorman (5/9), Luka Žvižej (6/15), Vid Kavtičnik (5/15), Tomaž Tomšič (6/16), Aleš Pajovič (6/17), Andrej Kastelic (6/17), Matjaž Brumen (6/25), Siarhei Rutenka (6/29). Trainer: Tone Tiselj.
- Olympische Spiele 2008: nicht qualifiziert
- Olympische Spiele 2012: nicht qualifiziert
- Olympische Spiele 2016: 06. Platz (von 12 Mannschaften)

Kader: Gorazd Škof (6 Spiele/0 Tore), Matevž Skok (5/0), Urban Lesjak (1/0), Nik Henigman (2/0), David Miklavčič (1/1), Vid Poteko (6/1), Blaž Blagotinšek (6/7), Darko Cingesar (6/9), Dean Bombač (4/11), Matej Gaber (6/12), Miha Zarabec (3/12), Simon Razgor (6/13), Uroš Zorman (6/16), Jure Dolenec (6/17), Vid Kavtičnik (6/20), Marko Bezjak (6/20), Blaž Janc (6/28). Trainer:  Veselin Vujović.
- Olympische Spiele 2020: nicht qualifiziert
- Olympische Spiele 2024:  04. Platz (von 12 Mannschaften)

Kader: Blaž Blagotinšek (8 Spiele/10 Tore), Dean Bombač (8/22), Nejc Cehte (4/3), Jure Dolenec (8/24), Klemen Ferlin (7/0), Matej Gaber (6/3), Nik Henigman (3/4), Kristjan Horžen (5/11), Blaž Janc (8/43), Staš Jovičić Slatinek (8/3), Urh Kastelic (1/0), Tilen Kodrin (8/16), Urban Lesjak (8/0), Borut Mačkovšek (6/15), Domen Novak (8/8), Aleks Vlah (8/56), Miha Zarabec (8/7). Trainer: Uroš Zorman.

### Weltmeisterschaften
- Weltmeisterschaft 1993: nicht teilgenommen
- Weltmeisterschaft 1995: 18. Platz (von 24 Mannschaften)

Kader: Dušan Andrejič, Tettey Banfro, Boris Denič, Boštjan Ficko, Tomaž Jeršič, Aleš Levc, Tomaž Novak, Borut Plaskan, Roman Pungartnik, Rolando Pušnik, Nenad Stojakovič, Boštjan Strašek, Uroš Šerbec, Tomaž Tomšič, Renato Vugrinec. Trainer: Miro Požun.
- Weltmeisterschaft 1997: nicht qualifiziert
- Weltmeisterschaft 1999: nicht qualifiziert
- Weltmeisterschaft 2001: 17. Platz (von 24 Mannschaften)

Kader: Matjaž Brumen, Gregor Cvijič, Boštjan Ficko, David Imperl, Zoran Jovičič, Beno Lapajne, Zoran Lubej, Aleš Pajovič, Ivan Simonovič, Sergej Sokolov, Tomaž Tomšič, Mustafa Torlo, Renato Vugrinec, Luka Žvižej. Trainer: Matjaž Tominec.
- Weltmeisterschaft 2003: 11. Platz (von 24 Mannschaften)

Kader: Ognjen Backovič, Matjaž Brumen, Zoran Jovičič, Andrej Kastelic, Miladin Kozlina, Beno Lapajne, Zoran Lubej, Marko Oštir, Roman Pungartnik, Ivan Simonovič, Sergej Sokolov, Tomaž Tomšič, Mustafa Torlo, Renato Vugrinec, Uroš Zorman, Luka Žvižej. Trainer: Niko Markovič.
- Weltmeisterschaft 2005: 12. Platz (von 24 Mannschaften)

Kader: Gorazd Škof (7 Spiele/0 Tore), Beno Lapajne (6/0), Dušan Podpečan (5/0), Ognjen Backovič (9/1), Marko Oštir (8/4), Goran Kozomara (6/6), Miladin Kozlina (8/7), Matjaž Mlakar (7/8), Boštjan Ficko (8/8), David Špiler (9/10), Vid Kavtičnik (9/19), Jure Natek (9/25), Uroš Zorman (8/37), Matjaž Brumen (9/44), Zoran Jovičič (9/45), Siarhei Rutenka (9/58). Trainer: Slavko Ivezič.
- Weltmeisterschaft 2007: 10. Platz (von 24 Mannschaften)

Kader: Gorazd Škof (8 Spiele/0 Tore), Beno Lapajne (8/0), Goran Kozomara (4/0), Luka Žvižej (2/6), Ognjen Backovič (8/9), Rok Ivančič (8/9), Matjaž Mlakar (6/12), David Špiler (8/15), Boštjan Kavaš (8/15), Dragan Gajič (8/19), Zoran Jovičič (6/21), Zoran Lubej (6/22), Miladin Kozlina (8/24), Jure Natek (8/25), Matjaž Brumen (8/25), Siarhei Rutenka (8/39). Trainer:  Kasim Kamenica.
- Weltmeisterschaft 2009: nicht qualifiziert
- Weltmeisterschaft 2011: nicht qualifiziert
- Weltmeisterschaft 2013: 04. Platz (von 24 Mannschaften)

Kader: Gorazd Škof (9 Spiele/0 Tore), Primož Prošt (9/0), Peter Pucelj (3/1), Uroš Bundalo (9/2), Nenad Bilbija (3/3), Jure Dobelšek (7/9), Marko Bezjak (9/10), Matej Gaber (9/14), Vid Kavtičnik (9/16), Sebastian Skube (9/16), Uroš Zorman (9/18), Miha Žvižej (9/20), Borut Mačkovšek (9/23), Gašper Marguč (7/25), Luka Žvižej (9/28), Dragan Gajič (5/34), Jure Dolenec (9/39). Trainer: Boris Denič.
- Weltmeisterschaft 2015: 08. Platz (von 24 Mannschaften)

Kader: Gorazd Škof (9 Spiele/0 Tore), Primož Prošt (9/0), Miladin Kozlina (9/0), Blaž Blagotinšek (3/2), Uroš Bundalo (5/4), Dean Bombač (5/4), Matej Gaber (9/5), Vid Kavtičnik (9/9), David Špiler (9/10), Uroš Zorman (9/10), Klemen Cehte (4/12), Miha Žvižej (9/12), Marko Bezjak (9/17), Jure Natek (9/25), Sebastian Skube (9/28), Luka Žvižej (9/31), Jure Dolenec (9/33), Dragan Gajič (9/71/All-Star/Torschützenkönig). Trainer: Boris Denič.
- Weltmeisterschaft 2017:  3. Platz (von 24 Mannschaften)

Kader: Urban Lesjak (5 Spiele/0 Tore), Urh Kastelic (4/0), Matevž Skok (9/2), David Miklavčič (5/2), Vid Poteko (9/3), Tilen Kodrin (9/6), Jan Grebenc (4/10), Nik Henigman (9/10), Blaž Blagotinšek (9/15), Matej Gaber (9/16), Miha Zarabec (8/17), Marko Bezjak (9/23), Borut Mačkovšek (9/24), Darko Cingesar (9/24), Vid Kavtičnik (9/25), Jure Dolenec (9/26), Blaž Janc (9/30), Gašper Marguč (9/38). Trainer:  Veselin Vujović.
- Weltmeisterschaft 2019: nicht qualifiziert
- Weltmeisterschaft 2021: 09. Platz (von 32 Mannschaften)

Kader: Klemen Ferlin (6 Spiele/0 Tore), Urban Lesjak (4/0), Miljan Vujović (2/0), Tilen Kodrin (1/0), Domen Makuc (1/0), Tadej Mazej (1/0/Debüt), Darko Cingesar (6/3), Rok Ovniček (6/5), Staš Skube (5/6), Matic Suholežnik (6/6), Nik Henigman (6/7), Nejc Cehte (6/7), Matej Gaber (6/11), Blaž Blagotinšek (6/11), Dean Bombač (6/11), Miha Zarabec (5/14), Borut Mačkovšek (6/22), Blaž Janc (6/28), Dragan Gajič (5/28), Jure Dolenec (6/29). Trainer:  Ljubomir Vranjes.
- Weltmeisterschaft 2023: 10. Platz (von 32 Teams)

Kader: Urban Lesjak (6 Spiele/0 Tore), Jože Baznik (6/0), Gašper Horvat (1/0), Grega Krečič (1/0), Aleks Kavčič (1/2), Stefan Žabic (4/2), Staš Slatinek Jovičič (1/3), Matej Gaber (2/3), Kristjan Horžen (6/4), Tadej Mazej (5/4), Blaž Blagotinšek (6/8), Nejc Cehte (6/8), Domen Makuc (6/10), Rok Ovniček (6/11), Borut Mačkovšek (5/11), Dean Bombač (5/14), Domen Novak (6/14), Tilen Kodrin (6/16), Blaž Janc (5/24), Jure Dolenec (6/26), Aleks Vlah (6/31). Trainer: Uroš Zorman.

### Europameisterschaften
- Europameisterschaft 1994: 10. Platz (von 12 Mannschaften)

Kader: Boštjan Strašek, Rolando Pušnik (mind. 2 Spiele/0 Tore), Boris Denič (mind. 2/0), Tomaž Čater (mind. 2/3), Uroš Šerbec (mind. 3/17), Tomaž Kleč (mind. 3/2), Borut Plaskan (mind. 2/2), Tettey Banfro (6/25), Tomaž Tomšič (mind. 4/8), Tomaž Jeršič (mind. 5/11), Dušan Andrejič (mind. 4/3), Roman Pungartnik (mind. 5/10), Jani Likavec (mind. 4/17), Aleš Levc (mind. 5/10), Renato Vugrinec (mind. 3/4), Tomaž Novak. Trainer: Tone Tiselj.
- Europameisterschaft 1996: 11. Platz (von 12 Mannschaften)

Kader: Rolando Pušnik (5 Spiele/0 Tore), Boris Denič (4/0), Beno Lapajne (3/0), Gregor Glavač (1/0), Nenad Stojakovič (6/3), Sergej Sokolov (4/3), Boštjan Ficko (4/4), Robert Šafarič (5/6), Bruno Glaser (3/6), Gregor Cvijič (5/8), Roman Pungartnik (2/10), Tomaž Tomšič (6/12), Andrej Kastelic (6/13), Rajko Begovič (6/17), Uroš Šerbec (6/18), Renato Vugrinec (6/20). Trainer: Miro Požun.
- Europameisterschaft 1998: nicht qualifiziert
- Europameisterschaft 2000: 05. Platz (von 12 Mannschaften)

Kader: Rolando Pušnik (6 Spiele/0 Tore), Beno Lapajne (6/0), Gregor Cvijič (5/0), Tettey Banfro (6/2), Zoran Jovičič (2/7), Tomaž Tomšič (6/8), Renato Vugrinec (6/10), Andrej Kastelic (5/15), Uroš Šerbec (6/17), Iztok Puc (6/17), Roman Pungartnik (6/23), Zoran Lubej (6/23), Aleš Pajovič (6/32). Trainer: Leopold Jeras.
- Europameisterschaft 2002: 12. Platz (von 16 Mannschaften)

Kader: Beno Lapajne (7 Spiele/0 Tore), Rolando Pušnik (4/0), Dušan Podpečan (3/0), Sebastjan Sovič (7/1), Rok Praznik (6/2), Boštjan Ficko (7/3), Goran Kozomara (7/3), Matjaž Brumen (7/5), Branko Bedekovič (5/6), Uroš Zorman (6/12), Andrej Kastelic (7/15), Tomaž Tomšič (7/19), Zoran Lubej (5/23), Roman Pungartnik (7/25), Aleš Pajovič (7/32), Renato Vugrinec (7/35). Trainer: Matjaž Tominec.
- Europameisterschaft 2004:  2. Platz (von 16 Mannschaften)

Kader: Dušan Podpečan (7 Spiele/0 Tore), Gorazd Škof (7/0), Beno Lapajne (5/0), Branko Bedekovič (8/0), Boštjan Ficko (6/6), Andrej Kastelic (8/6), Ivan Simonovič (6/9), Roman Pungartnik (4/10), Tomaž Tomšič (8/11), Ognjen Backovič (8/15), Aleš Pajovič (8/21), Uroš Zorman (8/22), Zoran Jovičič (6/25), Zoran Lubej (8/25), Renato Vugrinec (8/38), Vid Kavtičnik (8/40/All-Star). Trainer: Tone Tiselj.
- Europameisterschaft 2006: 08. Platz (von 16 Mannschaften)

Kader: Gorazd Škof (6 Spiele/0 Tore), Beno Lapajne (5/0), Dušan Podpečan (1/0), Ognjen Backovič (2/0), Dragan Gajič (6/3), Marko Oštir (6/5), Aleš Pajovič (6/7), Zoran Lubej (6/9), Miladin Kozlina (6/10), Luka Žvižej (6/12), Renato Vugrinec (5/15), Jure Natek (5/15), Uroš Zorman (6/20), Zoran Jovičič (6/21), Vid Kavtičnik (6/23), Siarhei Rutenka (6/51/Torschützenkönig). Trainer: Slavko Ivezič.
- Europameisterschaft 2008: 10. Platz (von 16 Mannschaften)

Kader: Beno Lapajne (6 Spiele/0 Tore), Gorazd Škof (6/0), Ognjen Backovič (2/1), Rok Praznik (6/2), Dragan Gajič (4/2), Miladin Kozlina (4/4), Jure Dobelšek (4/6), Roman Pungartnik (4/7), Matjaž Mlakar (6/9), David Špiler (6/9), Goran Kozomara (6/11), Uroš Zorman (6/15), Luka Žvižej (6/15), Vid Kavtičnik (6/25), Jure Natek (6/27), Aleš Pajovič (6/39). Trainer: Miro Požun.
- Europameisterschaft 2010: 11. Platz (von 16 Mannschaften)

Kader: Gorazd Škof (6 Spiele/0 Tore), Aljoša Rezar (6/0), Zoran Lubej (6/0), Jure Dobelšek (6/0), Miladin Kozlina (6/1), Matjaž Brumen (6/2), Jure Natek (6/3), Dragan Gajič (6/4), Sebastian Skube (6/7), Uroš Zorman (6/11), Aleš Pajovič (6/16), David Špiler (6/20), Renato Vugrinec (6/23), Miha Žvižej (6/25), Vid Kavtičnik (6/33), Luka Žvižej (6/41/Zweitbester Torschütze). Trainer:  Zvonimir Serdarušić.
- Europameisterschaft 2012: 06. Platz (von 16 Mannschaften)

Kader: Gorazd Škof (7 Spiele/0 Tore), Primož Prošt (7/0), Matej Gaber (7/0), Borut Mačkovšek (7/3), Marko Bezjak (7/3), Matjaž Brumen (7/5), Peter Pucelj (7/5), Jure Dobelšek (7/8), David Miklavčič (7/9), David Špiler (7/14), Miha Žvižej (7/15), Sebastian Skube (7/18), Uroš Zorman (7/19/All-Star), Luka Žvižej (7/30), Jure Dolenec (7/30), Dragan Gajič (7/48/Zweitbester Torschütze). Trainer: Boris Denič.
- Europameisterschaft 2014: nicht qualifiziert
- Europameisterschaft 2016: 14. Platz (von 16 Mannschaften)

Kader: Gorazd Škof (3 Spiele/0 Tore), Matevž Skok (3/0), Vid Poteko (3/0), Sebastian Skube (3/2), Darko Cingesar (3/2), Miha Zarabec (3/2), Borut Mačkovšek (3/3), Blaž Blagotinšek (3/3), Uroš Zorman (3/4), David Miklavčič (3/4), Luka Žvižej (3/6), Gašper Marguč (3/6), Dean Bombač (3/6), Dragan Gajič (3/9), Matej Gaber (3/9), Vid Kavtičnik (3/10). Trainer:  Veselin Vujović.
- Europameisterschaft 2018: 08. Platz (von 16 Mannschaften)

Kader: Matevž Skok (6 Spiele/0 Tore), Urban Lesjak (4/0), Urh Kastelic (2/0), Patrik Leban (2/0), Nik Henigman (1/1), Jan Grebenc (4/2), Gregor Potočnik (5/3), Matic Verdinek (6/4), Igor Žabić (6/4), Matic Suholežnik (6/4), Darko Cingesar (6/12), Marko Bezjak (6/13), Žiga Mlakar (6/13), Vid Kavtičnik (6/14), Blaž Janc (6/15), Blaž Blagotinšek (6/17), Borut Mačkovšek (6/18), Gašper Marguč (6/19), Miha Zarabec (6/23). Trainer:  Veselin Vujović.
- Europameisterschaft 2020: 04. Platz (von 24 Mannschaften)

Kader: Urh Kastelic (9 Spiele/0 Tore), Klemen Ferlin (9/0), Vid Kavtičnik (1/0), Gašper Marguč (1/0), Kristjan Horžen (8/4), Rok Ovniček (9/4), Mario Šoštarič (8/6), Darko Cingesar (9/7), Tilen Kodrin (9/9), Igor Žabić (9/11), Nik Henigman (9/12), Nejc Cehte (9/13), Miha Zarabec (9/24), Dean Bombač (9/24), Blaž Blagotinšek (9/27), Borut Mačkovšek (9/30), Blaž Janc (9/31/All-Star), Jure Dolenec (9/42). Trainer:  Ljubomir Vranjes.
- Europameisterschaft 2022: 16. Platz (von 24 Mannschaften)

Kader: Jože Baznik (3 Spiele/0 Tore), Matic Suholežnik (3/0), Matic Grošelj (1/0), Nik Henigman (3/1), Urh Kastelic (3/2), Vid Poteko (3/2), Miha Zarabec (3/2), Tilen Sokolič (3/2), Blaž Janc (3/4), Domen Makuc (3/6), Staš Skube (3/7), Nejc Cehte (3/7), Gašper Marguč (3/9), Tilen Kodrin (3/9), Blaž Blagotinšek (3/10), Borut Mačkovšek (3/10), Jure Dolenec (2/11). Trainer:  Ljubomir Vranjes.
- Europameisterschaft 2024:  06. Platz (von 24 Mannschaften)
- Europameisterschaft 2026: qualifiziert

## Weitere Turnierteilnahmen
(Auswahl)

### Mittelmeerspiele
Bei den Mittelmeerspielen in verschiedenen Ländern des Mittelmeerraumes ist Handball seit 1967, mit Ausnahme von 1971, fester Bestandteil. Dort erreichte die Auswahl folgende Platzierungen:
- Mittelmeerspiele 1993:  3. Platz (von 10 Mannschaften)

Kader: Tettey Banfro, Jani Čop, Boris Denič, Tomaž Jeršič, Tomaž Kleč, Aleš Levc, Jani Likavec, Borut Plaskan, Roman Pungartnik, Rolando Pušnik, Uroš Šerbec, Tomaž Tomšič. Trainer: Tone Tiselj.
- Mittelmeerspiele 1997: 04. Platz (von 13 Mannschaften)

Kader: Boštjan Strašek, Boris Denič, Beno Lapajne, Robert Šafarič, Uroš Šerbec, Renato Vugrinec, Tomaž Ocvirk, Andrej Kastelic, Borut Papež, Jani Likavec, Gregor Cvijič, Aleš Franc, Tomaž Tomšič, Rajko Begovič, Aleš Pajovič. Trainer: Slavko Ivezič.
- Mittelmeerspiele 2001: 06. Platz (von 12 Mannschaften)

Kader: Boris Denič, Beno Lapajne, Renato Vugrinec, Zoran Jovičič, Andrej Kastelic, Branko Bedekovič, Sergej Sokolov, Roman Pungartnik, Tomaž Tomšič, Aleš Pajovič, Boštjan Ficko, Zoran Lubej. Trainer: Matjaž Tominec.
- Mittelmeerspiele 2005: 05. Platz (von 10 Mannschaften)
- Mittelmeerspiele 2009: nicht teilgenommen
- Mittelmeerspiele 2013: 05. Platz (von 10 Mannschaften)
- Mittelmeerspiele 2018: 05. Platz (von 13 Mannschaften)
- Mittelmeerspiele 2022: 10. Platz (von 10 Mannschaften), auf Grund zahlreicher Covid-19-Fälle im Team zog die fast nur aus Debütanten bestehende Mannschaft nach zwei Spielen vom Turnier zurück.

Kader: Alen Skledar (2 Spiele/0 Tore/Debüt), Gašper Dobaj (2/0/Debüt), Tadej Mazej (2/0), Domen Sikošek Pelko (2/2/Debüt), Jernej Drobež (2/2/Debüt), Timotej Grmšek (2/2/Debüt), Tim Rozman (2/2/Debüt), Marko Kotar (2/3/Debüt), Domen Tajnik (2/3/Debüt), Uroš Miličević (2/3/Debüt), Gašper Horvat (2/3/Debüt), Tadej Kljun (2/4), Matevž Žagar (2/6/Debüt), Tim Cokan (2/9/Debüt), Urban Pipp (2/10/Debüt), Staš Slatinek Jovičić (2/12/Debüt). Trainer: Uroš Zorman.

### World Cup
Beim World Cup (1971–2010) in Schweden sowie teilweise in Norwegen und Deutschland, erreichte die Auswahl folgende Platzierung:
- World Cup 2004: 6. Platz (von 8 Mannschaften)

Kader: Dusan Podpecan, Marko Oštir, Ognjen Backovič, Matjaž Brumen, Zoran Jovičič, Vid Kavtičnik, Jure Natek, Gorazd Škof, Tomaž Tomšič, Siarhei Rutenka, Dragan Gajič, Beno Lapajne, Boštjan Ficko, Uroš Zorman, Matjaž Mlakar, Luka Žvižej. Trainer: Slavko Ivezič.

### Supercup
Beim Supercup (1979–2015) in Deutschland erreichte die Auswahl folgende Platzierung:
- Supercup 2015: 2. Platz (von 4 Mannschaften)

Kader: Matevž Skok, Urban Lesjak, Darko Cingesar, Gašper Marguč, Nejc Cehte, Jure Dolenec, Vid Poteko, David Miklavčič, Miha Žvižej, Luka Žvižej, Matej Gaber, Uroš Zorman, Mario Šoštarič, Marko Bezjak, Klemen Ferlin, Staš Skube, Borut Mačkovšek. Trainer:  Veselin Vujović.

### Challenge George-Marrane
Bei der Challenge international Georges-Marrane in Frankreich, einem vom Pariser Verein US Ivry HB ausgerichteten Turnier, erreichte die Auswahl folgende Platzierung:
- Challenge George-Marrane 2002: 1. Platz

### Golden League
Bei der Golden League, ausgetragen in Dänemark, Norwegen und Frankreich, erreichte die Auswahl folgende Platzierungen:
- Golden League 2013/14, 3. Turnier: 4. Platz (von 4 Mannschaften)

Kader: Primož Prošt, Klemen Ferlin, Dean Bombač, Marko Bezjak, Jure Natek, Jure Dolenec, Sebastian Skube, David Špiler, Mario Šoštarič, Uroš Bundalo, Žvižej, Matej Gaber, Gašper Marguč, Borut Mačkovšek, Staš Skube, Simon Razgor. Trainer: Boris Denič.

### Yellow Cup
Beim Yellow Cup in der Schweiz erreichte die Auswahl folgende Platzierungen:
- Yellow Cup 2000: 1. Platz (von 5 Mannschaften)
- Yellow Cup 2011: 2. Platz (von 4 Mannschaften)

## Spieler und Trainer

### Aktueller Kader
| Nr.            | Spieler               | Geburtstag | Alter | Position        | Größe  | Gewicht | Verein                     | Lsp. | Tore |
| -------------- | --------------------- | ---------- | ----- | --------------- | ------ | ------- | -------------------------- | ---- | ---- |
| 3              | Blaž Blagotinšek      | 17.01.1994 | 31    | Kreisläufer     | 2,03 m | 117 kg  | SG Flensburg-Handewitt     | 134  | 240  |
| 44             | Dean Bombač           | 04.04.1989 | 36    | Rückraum Mitte  | 1,90 m | 93 kg   | Győri ETO UNI FKC          | 129  | 272  |
| 17             | Nejc Cehte            | 04.09.1992 | 32    | Rückraum rechts | 1,96 m | 100 kg  | RK Eurofarm Pelister       | 72   | 129  |
| 11             | Jure Dolenec          | 06.12.1988 | 36    | Rückraum rechts | 1,91 m | 92 kg   | Limoges Handball           | 195  | 686  |
| 26             | Klemen Ferlin         | 26.06.1989 | 36    | Torhüter        | 1,92 m | 95 kg   | HC Erlangen                | 73   | 2    |
| 22             | Matej Gaber           | 22.07.1991 | 34    | Kreisläufer     | 1,98 m | 124 kg  | HBC Nantes                 | 142  | 208  |
| 8              | Blaž Janc             | 20.11.1996 | 28    | Rechtsaußen     | 1,85 m | 85 kg   | FC Barcelona               | 101  | 366  |
| 19             | Staš Jovičić Slatinek | 06.12.2000 | 24    | Linksaußen      | 1,88 m | 87 kg   | RK Trimo Trebnje           | 25   | 59   |
| 20             | Tilen Kodrin          | 14.05.1994 | 31    | Linksaußen      | 1,92 m | 80 kg   | VfL Gummersbach            | 85   | 146  |
| 90             | Urban Lesjak          | 24.08.1990 | 34    | Torhüter        | 1,88 m | 101 kg  | RK Trimo Trebnje           | 85   | 0    |
| 51             | Borut Mačkovšek       | 11.09.1992 | 32    | Rückraum links  | 2,03 m | 100 kg  | OTP Bank-Pick Szeged       | 144  | 379  |
| 77             | Domen Novak           | 26.04.1998 | 27    | Rechtsaußen     | 1,81 m | 81 kg   | HSG Wetzlar                | 37   | 76   |
| 88             | Aleks Vlah            | 22.07.1997 | 28    | Rückraum Mitte  | 1,91 m | 95 kg   | Aalborg Håndbold           | 44   | 155  |
| 23             | Miha Zarabec          | 12.10.1999 | 25    | Rückraum Mitte  | 1,78 m | 80 kg   | Wisła Płock                | 104  | 222  |
| Reservespieler |                       |            |       |                 |        |         |                            |      |      |
| 5              | Nik Henigman          | 04.12.1995 | 29    | Rückraum links  | 2,01 m | 107 kg  | Saint-Raphaël Var Handball | 76   | 105  |
| 27             | Kristjan Horžen       | 08.12.1999 | 25    | Kreisläufer     | 1,92 m | 98 kg   | VfL Gummersbach            | 44   | 64   |
| 99             | Urh Kastelic          | 27.02.1996 | 29    | Torhüter        | 2,01 m | 106 kg  | TBV Lemgo Lippe            | 56   | 7    |

### Bisherige Trainer
| Zeitraum     | Nation                  | Trainer             |
| ------------ | ----------------------- | ------------------- |
| 1992–1994    | Slowenien               | Tone Tiselj         |
| 1995–1996    | Slowenien               | Miro Požun          |
| 1996–1997    | Slowenien               | Slavko Ivezič       |
| 1998–2000    | Slowenien               | Leopold Jeras       |
| 2000–2002    | Slowenien               | Matjaž Tominec      |
| 2003         | Slowenien               | Niko Markovič       |
| 2004         | Slowenien               | Tone Tiselj         |
| 2005–2006    | Slowenien               | Slavko Ivezič       |
| 2007         | Bosnien und Herzegowina | Kasim Kamenica      |
| 2008–2009    | Slowenien               | Miro Požun          |
| 2009         | Deutschland             | Zvonimir Serdarušić |
| 2010–2015    | Slowenien               | Boris Denič         |
| 2015–2019    | Montenegro              | Veselin Vujović     |
| 2020–2022    | Schweden                | Ljubomir Vranjes    |
| 2022–aktuell | Slowenien               | Uroš Zorman         |

### Spielerrekorde
Aktive Spieler sind grün hinterlegt. Stand: 1. Dezember 2023.

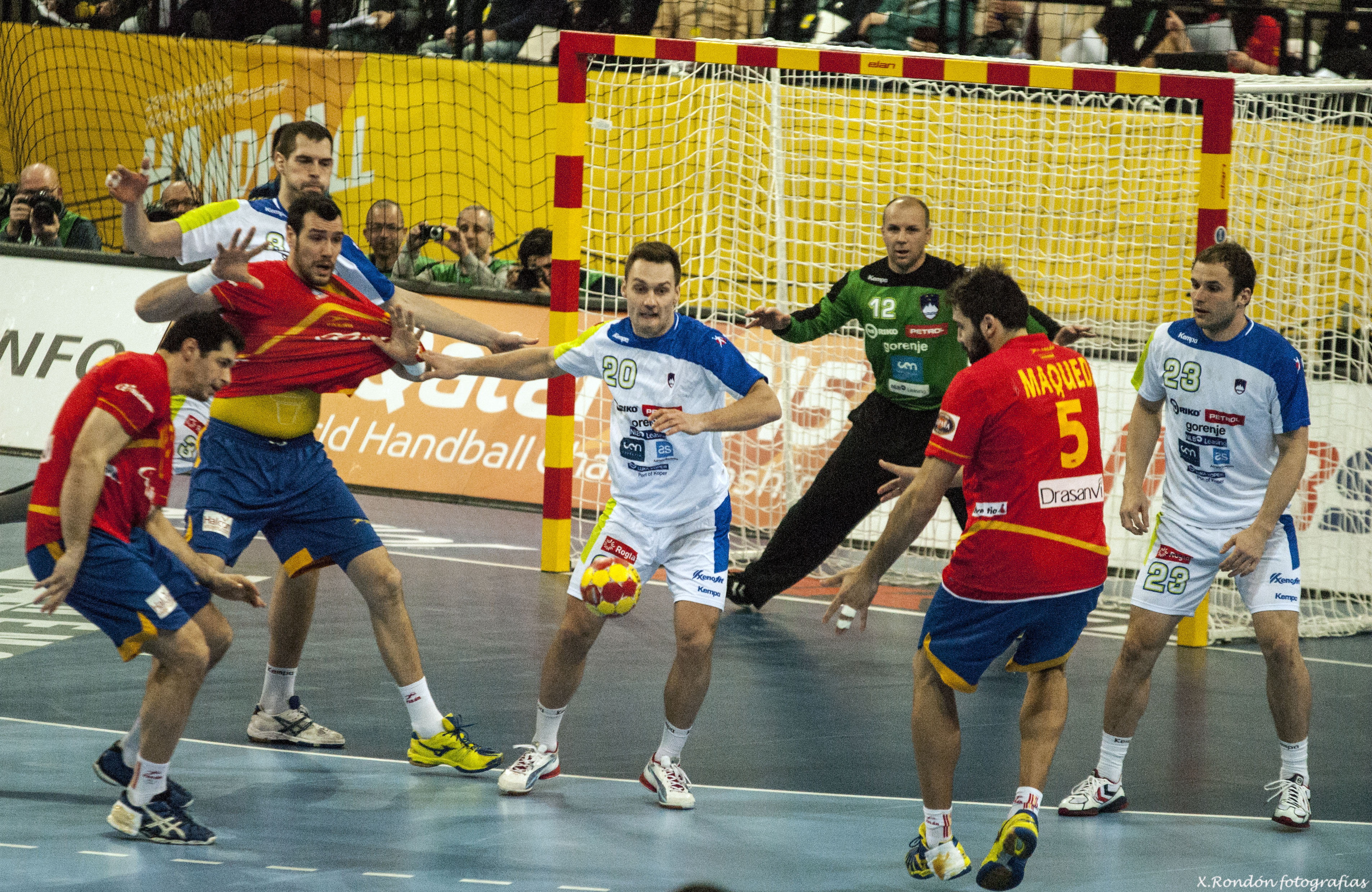
Rekordtorschütze Luka Žvižej (Mitte, Nr. 20), Rekordspieler Uroš Zorman (rechts) und Torwart Gorazd Škof bei der Weltmeisterschaft 2013 gegen Gastgeber Spanien.

| Rang | Spieler          | Spiele |
| ---- | ---------------- | ------ |
| 1.   | Uroš Zorman      | 225    |
| 2.   | Luka Žvižej      | 217    |
| 3.   | Beno Lapajne     | 212    |
| 4.   | Tomaž Tomšič     | 200    |
| 5.   | Vid Kavtičnik    | 197    |
| 6.   | Gorazd Škof      | 188    |
| 7.   | Renato Vugrinec  | 187    |
| 8.   | Aleš Pajovič     | 181    |
| 9.   | Jure Dolenec     | 180    |
| 10.  | Roman Pungartnik | 171    |

| Rang | Spieler          | Tore |
| ---- | ---------------- | ---- |
| 1.   | Luka Žvižej      | 702  |
| 2.   | Aleš Pajovič     | 697  |
| 3.   | Dragan Gajič     | 692  |
| 4.   | Roman Pungartnik | 679  |
| 5.   | Jure Dolenec     | 657  |
| 6.   | Renato Vugrinec  | 616  |
| 7.   | Vid Kavtičnik    | 543  |
| 8.   | Uroš Zorman      | 523  |
| 9.   | Uroš Šerbec      | 467  |
| 10.  | Gašper Marguč    | 429  |